# 中国人民大学信息学院
中国人民大学信息学院是中国人民大学二级学院，学院设立2个系：经济信息管理系、计算机科学与技术系，开设5个本科专业：信息管理与信息系统、计算机科学与技术、信息安全、软件工程、数据科学与大数据技术。

## 历史
1978年，中国人民大学复校后立即创立了经济信息管理系，招收经济信息管理专业本科生。1994年，经济信息管理系与校信息中心合并，组建信息学院。
2018年6月，由信息学院数学系组建了中国人民大学数学学院。2019年1月，由信息学院抽调教授成立中国人民大学高瓴人工智能学院。

## 知名校友
- 陈国青，清华大学经济管理学院教授、常务副院长。国家杰出青年科学基金获得者。
- 毛基业，中国人民大学商学院执行院长。
- 肖志杰，经济学家。